# Кастельбуоно
Кастельбуоно (італ. Castelbuono, сиц. Castiddubbuonu) — муніципалітет в Італії, у регіоні Сицилія,  метрополійне місто Палермо.
Кастельбуоно розташоване на відстані близько 470 км на південь від Рима, 70 км на схід від Палермо.
Населення — 9012 осіб (2014).

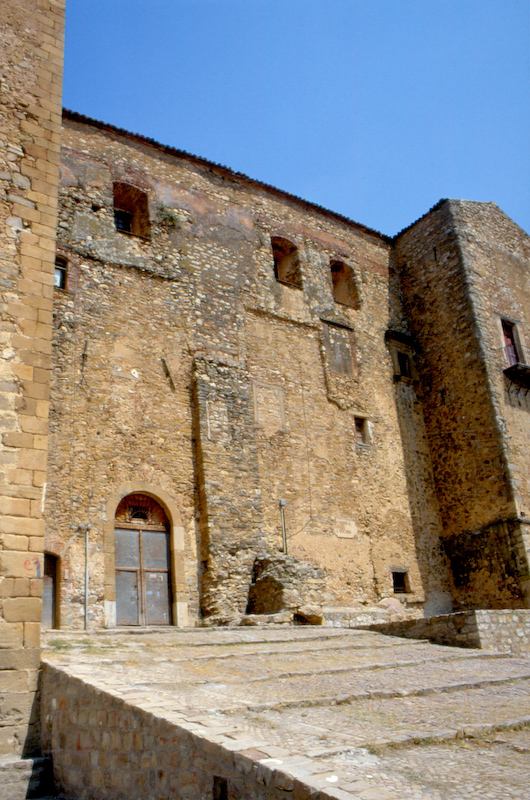

Щорічний фестиваль відбувається 27 липня. Покровитель — Sant'Anna.

## Демографія
Населення за роками:

Станом на 1 січня 2023 року в муніципалітеті офіційно проживало 211 іноземців з 38 країн, серед них 137 громадян країн Євросоюзу та 3 громадяни України.

## Сусідні муніципалітети
- Чефалу
- Джерачі-Сікуло
- Ізнелло
- Петралія-Соттана
- Полліна
- Сан-Мауро-Кастельверде